# 威廉森半島 (瑟斯頓島)
威廉森半島（英語：Williamson Peninsula），是南極洲的半島，位於埃爾斯沃思地的瑟斯頓島南部，處於施瓦茨灣和奧多德灣之間，現時由南極條約體系管理。